# Peter Wright
Peter Wright, född 10 mars 1970, är en skotsk dartspelare. Hans vinster i PDC World Darts Championship 2020 och 2022 gör honom till en tvåfaldig världsmästare. Han har även vunnit den prestigefyllda turneringen World Matchplay 2021 samt varit nummer 1 i PDC:s världsranking vid flera tillfällen. Peter Wright förlorade sin plats som nummer 1 i världsrankingen efter att Michael Smith vann över honom i finalen 2023.
Han är bland annat berömd för sin färgstarka hår- och klädstil på scenen. Wright ses oftast med egendesignade matchkläder tillsammans med en färgad tuppkam, som hans fru Joanne inför varje event hjälper honom med. 